# Emberizoides herbicola
Emberizoides herbicola là một loài chim trong họ Thraupidae.

## Hình ảnh

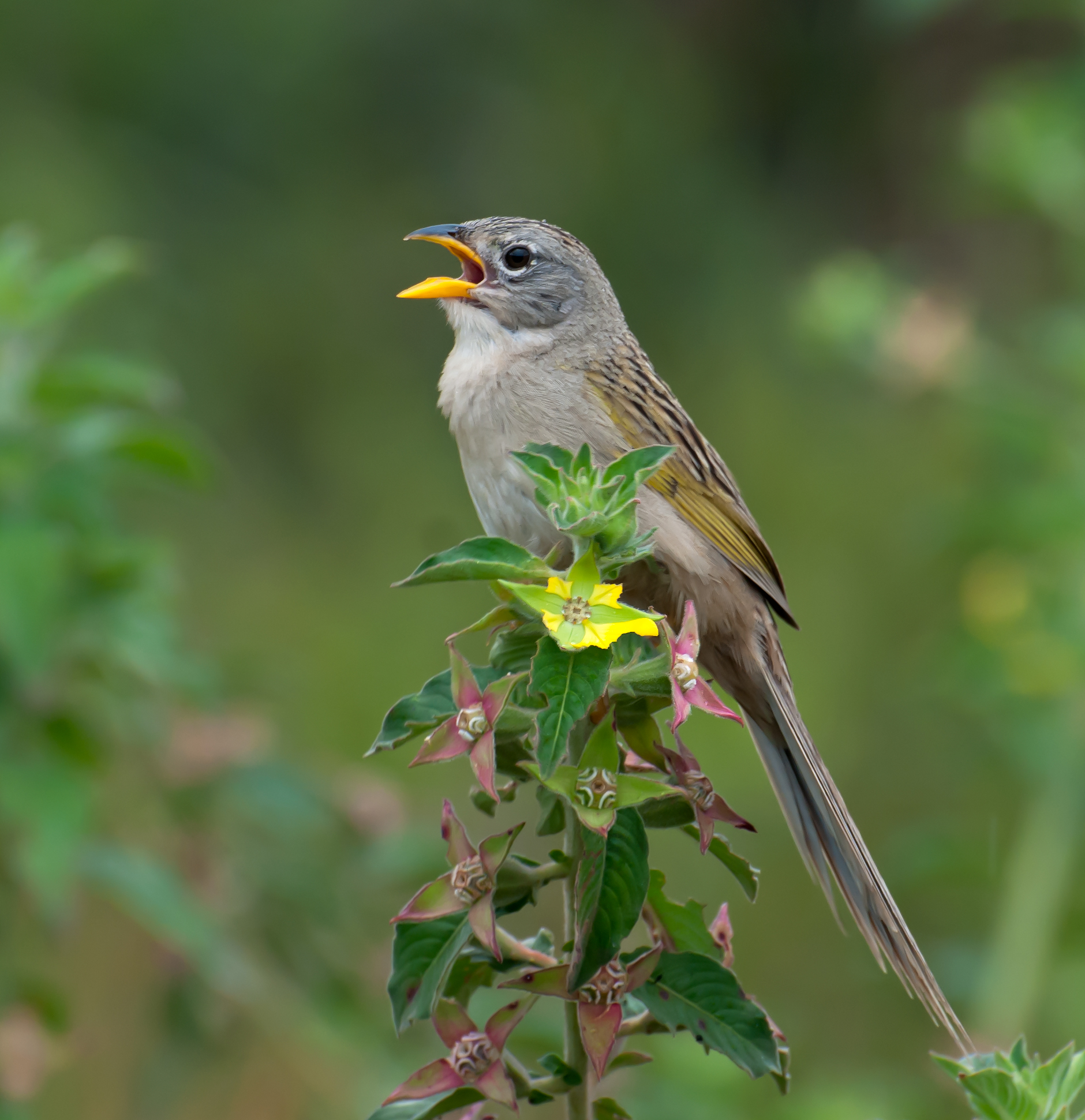
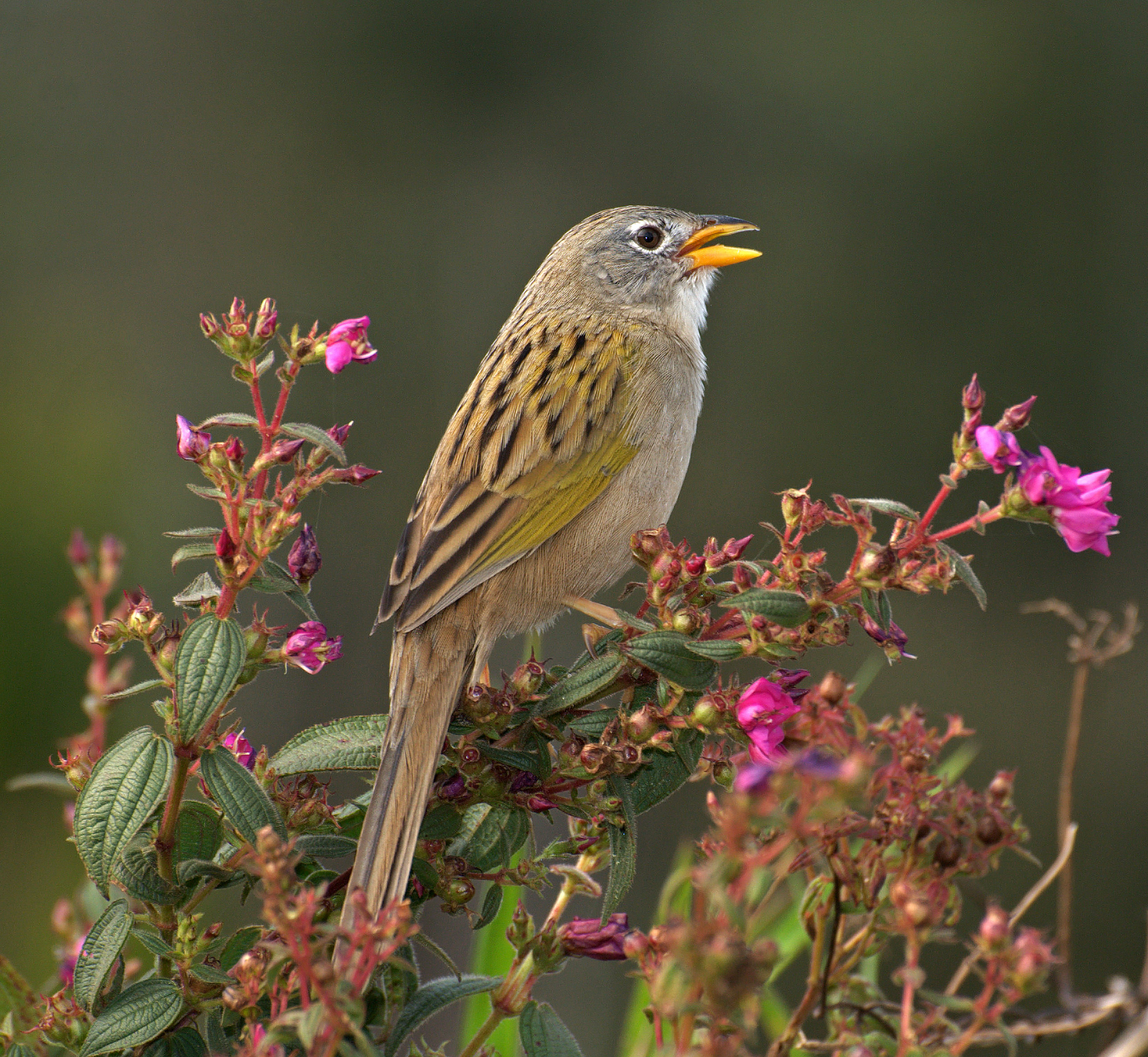